# Nelson (rivier)
De Nelson is een rivier in de Canadese provincie Manitoba. 
Gerekend als de uitstroomrivier van het grote Winnipegmeer naar de monding in de Hudsonbaai bij de spookstad Port Nelson, bedraagt de lengte van de rivier 664 kilometer. Gerekend vanaf de verste bron is de volledige lengte van de rivier echter wel 2.575 kilometer lang. Daarvoor wordt de rivier (en het meer) gevoed door de Red River of the North en de Saskatchewan. Het stroomgebied van de Nelson is zodoende 892.300 km2 groot.
De rivier is door de ontdekker Thomas Button vernoemd naar de kapitein-navigator Robert Nelson, die op die locatie stierf.